# Madesaari (ö i Lappland, Norra Lappland)
Madesaari är en ö i Finland. Den ligger i vattendraget Kitinen och i kommunen Sodankylä i den ekonomiska regionen Norra Lappland och landskapet Lappland, i den norra delen av landet, 800 km norr om huvudstaden Helsingfors. Öns area är 0,5 hektar och dess största längd är 230 meter i öst-västlig riktning.